# Daimoku
Daimoku: Namu Myōhō Renge Kyō – fraza-modlitwa (inwokacja), podstawa wierzeń buddyjskiej szkoły Nichirena, Najwyższe Prawo przenikające wszystkie zjawiska we wszechświecie. Wyraża prawdziwą istotę życia, która pozwala ludziom odkryć ich oświeconą naturę. Najgłębsze znaczenie Namu Myōhō Renge Kyō można odkryć tylko poprzez praktykę. 
Znaczenie dosłowne tej frazy-modlitwy jest następujące: 
- Namu (poświęcenie), praktykowanie buddyzmu;
- Myōhō (Prawo Mistyczne), istota wszechświata i manifestacji jego zjawisk;
- Renge (kwiat lotosu, który kwitnie i wydaje nasiona w tym samym czasie), symultaniczność przyczyny i skutku;
- Kyō (sutra, nauka Buddy), wszystkie zjawiska.

Inwokacja Namu-Myōhō-Renge-Kyō została ustanowiona przez Nichirena Daishōnina, 28 kwietnia 1253, w świątyni Seichō-ji, w prowincji Awa.